# Pušipel
Pušipel (ili pošipel) je vrsta bijelog vina iz Međimurskog vinogorja, područja na krajnjem sjeveru Republike Hrvatske. Proizvodi se iz bijele vinske sorte grožđa koja je u Hrvatskoj najpoznatija kao moslavac, u Sloveniji kao šipon, u Mađarskoj kao furmint, a u Njemačkoj i Austriji kao mosler. 

## Svojstva i varijante
Pušipel sadrži u pravilu 10-13% alkohola i obilje ukupnih kiselina. Ima diskretni sortni miris i osvježavajući okus, umjereno je aromatičan, te je prikladan uz mnoga jela međimurske kuhinje, pogotovo ona koja sadrže masnije sastojke. Boja vina je svjetlija slamnato-žuta.
Na tržištu se prodaje u kvalitetnim varijantama classic i prestige. Prva predstavlja vino iz redovite berbe, a druga obuhvaća predikatna vina kasnijih berbi. U pogledu temperature, najbolji je ako se servira na temperaturi između 10 i 12 °C.

## Povijest i zemljopis
Prema dostupnim izvorima, prvi zapisi o pušipelu potječu iz prve polovice 19. stoljeća, kada se spominje u vinogradima na području naselja Dragoslavec Breg. Kasnije se vino pod tim nazivom prestalo proizvoditi, pa je u drugoj polovici 20. stoljeća široj vinskoj klijenteli bilo nepoznato. Koristilo se, naime, ime šipon, odnosno moslavac. 
Stari se naziv revitalizirao tek prije nekoliko godina, i to na inicijativu međimurskih vinara, koji su mahom okupljeni u udruzi „Hortus Croatiae“ (Hrvatski cvjetnjak). Vinova loza zasađena za njegovu proizvodnju obuhvaća površinu od oko 500 hektara. Danas je pušipel postao prestižna autohtona robna marka Međimurskog vinogorja.
Središnji događaj manifestacije Urbanova predstavlja trodnevni „Festival pušipela” koji se održava u Domu kulture u Štrigovi. Pušipel je glavni protagonist festivala. Brojni međimurski vinari predstavljaju svoje etikete ove sorte, organiziraju se degustacije, gastro ponuda i proizvodi lokalnih OPG-ova. Festival uključuje i svečanost dodjele diploma s Međunarodnog ocjenjivanja vina te Nagrade „Franjo Lebar” za najbolji Sauvignon.

## Vanjske poveznice
- Pušipel ili pošipel je vino iz grožđa sorte moslavac  Arhivirana inačica izvorne stranice od 5. studenoga 2014. (Wayback Machine)
- Prvi zapisi o pušipelu potječu iz prve polovice 19. stoljeća  Arhivirana inačica izvorne stranice od 5. studenoga 2014. (Wayback Machine)
- Pravilnik o vinogradarskim područjima  Arhivirana inačica izvorne stranice od 5. studenoga 2014. (Wayback Machine)
- Vino pušipel je dio autohtone Međimurske kuhinje  Arhivirana inačica izvorne stranice od 5. studenoga 2014. (Wayback Machine)
- Pušipel iz Međimurskog vinogorja jedno je od niza vina koja se proizvode u Vinogradarskoj regiji Kontinentalna Hrvatska  Arhivirana inačica izvorne stranice od 5. studenoga 2014. (Wayback Machine)
- Pušipel značajan za turističku ponudu Međimurja  Arhivirana inačica izvorne stranice od 5. studenoga 2014. (Wayback Machine)

1. ↑  Urbanovo 2025. gospodarski.hr Preuzeto 12. svibnja 2025.